# Saint-Martin-d'Arberoue
Saint-Martin-d'Arberoue é uma comuna francesa na região administrativa da Nova Aquitânia, no departamento dos Pirenéus Atlânticos. Estende-se por uma área de 14,43 km². Em 2010 a comuna tinha 334 habitantes (densidade: 23,1 hab./km²).